# 程繼仙
程繼仙（1875年—1944年），又名繼先，字振庭，潛山人，中國戲曲家。

## 生平
原籍安徽潛山河鎮鄉程家井人氏，祖父程長庚是三慶班主“大老闆”，父親程章圃。出身於小榮椿班，從姚增祿、楊隆壽、陳春光等學藝。一度辍演，辛亥革命后重返舞台。其唱念多用南昆字音。表演時注重表情和氣度，可塑造的角色甚多，於雉尾生、扇子生、官生、穷生和武小生均有不俗的詮釋，作品有《群英會》、《臨江會》、《奇雙會》，與梅兰芳合演《一缕麻》、《邓霞姑》，時人以“德老爺”呼之。收有四名徒弟：俞振飛、白雲生、俞步蘭、葉盛蘭，稱“程門四虎”。